# 糖果城
《糖果城》是1966年美國女藝人Nancy Sinatra發行的單曲，這首歌榮登當年美國百大金曲排行榜第五名以及隨性收聽冬季排行榜第一名。1967年Nancy Sinatra主演的影集Movin' With Nancy也用了這首歌當作主題曲。
2009年的電影戀夏500日中，主演夏天的柔伊·黛絲香奈在一幕卡啦OK的場景中演唱這首歌，該曲沒有被電影原聲帶收錄。

## 外部連結
- http://www.youtube.com/watch?v=Xpqag9J6nQY （页面存档备份，存于）